# 피에르 방첼
피에르 로랑 방첼(프랑스어: Pierre-Laurent Wantzel, 흔히 줄여서 방첼, 1814년 6월 5일 ~ 1848년 5월 21일, 파리)은 프랑스 출신의 수학자이다. 고전적인 기하학 문제를 여러 개 푼 것이 그의 업적이다.
1837년 논문에서, 방첼은
1. 주어진 정육면체의 2배 부피를 가지는 정육면체를 작도하는 문제
2. 주어진 각을 삼등분하는 문제
3. 정다각형 작도 문제. 변의 개수가 임의 개수의 서로 다른 페르마 소수들과 2의 제곱수와의 곱이 아닌 경우 (다시 말해, 카를 프리드리히 가우스가 증명한 조건을 만족하지 못하는 다른 경우)

를 자와 컴퍼스만을 가지고 해결할 수 없음을 증명하였다. 이 문제들은 고대 그리스인들을 비롯해 수많은 사람들이 몇천 년간 고민해오던 문제였다.

## 생애
피에르 로랑 방첼은 전직군인이자 에꼴 꼬메르스(프랑스어: École de Commerce, 상경계 에꼴)의 응용 수학과 교수인 자의 아들로 태어났다. 피에르 방첼은 에쿠엥 대학(프랑스어: collège d'Écouen)에서 교육을 받았고, 1828년에 샤를마뉴 대학에 들어갔다.
1834년 에꼴 폰 에쇼쉬(프랑스어: École Nationale des Ponts et Chaussées, 국립 토목 학교)에 합류하였다. 여기서 그는 대수학과 작도 문제를 연구하였다.